# 기성초등학교 구산분교
기성초등학교 구산분교는 대한민국 경상북도 울진군에 있었던 공립 초등학교이다.

## 학교 연혁
- 1947년 6월 1일 구산공립국민학교 개교
- 1996년 3월 1일 구산초등학교로 개칭
- 1999년 9월 1일 기성초등학교 구산분교장
- 2023년 3월 1일 폐교

## 참고 자료
- 기성초등학교구산분교장 - 한국교육학술정보원 학교알리미